# Neolasioptera spinulae
Neolasioptera spinulae är en tvåvingeart som först beskrevs av Ephraim Porter Felt 1908.  Neolasioptera spinulae ingår i släktet Neolasioptera och familjen gallmyggor.
Artens utbredningsområde är Arizona. Inga underarter finns listade i Catalogue of Life.